# Claude Magni
Claude Jean Joseph Magni (nascido em 11 de setembro de 1950) é um ex-ciclista de estrada francês que representou França nos Jogos Olímpicos de Verão de 1972 em Munique, onde terminou em décimo oitavo lugar na corrida de 100 km contrarrelógio por equipes.